# سیرینگ‌تاون (نیویورک)
سیرینگ‌تاون (به انگلیسی: Searingtown) یک منطقهٔ مسکونی در ایالات متحده آمریکا است که در شهرستان نساو، نیویورک واقع شده‌است. سیرینگ‌تاون ۲٫۴ کیلومتر مربع مساحت و ۴٬۹۱۵ نفر جمعیت دارد و ۳۹ متر بالاتر از سطح دریا واقع شده‌است.